# Azisa Mkiva
Pas d'image ? Cliquez ici

b Matchs officiels uniquement.
Azisa Mkiva est une joueuse internationale de rugby à XV sud-africaine née le 9 février 1999, évoluant au poste de pilier.

## Biographie
Azisa Mkiva naît le 9 février 1999. En 2022 elle joue pour le club de Westerne Province du Cap. Elle n'a qu'une seule sélection en équipe nationale quand elle est retenue en septembre 2022 pour disputer sous les couleurs de son pays la Coupe du monde de rugby à XV en Nouvelle-Zélande.